# Bledius gallicus
Bledius gallicus är en skalbaggsart som först beskrevs av Johann Ludwig Christian Gravenhorst 1806.  Bledius gallicus ingår i släktet Bledius och familjen kortvingar. Arten är reproducerande i Sverige. Inga underarter finns listade i Catalogue of Life.